# BBC Two
BBC Two (în trecut BBC2) este un canal britanic, înființat pe data de 21 aprilie 1964. Numele în trecut era utilizat până pe data de 4 octombrie 1997. Emite diverse programe, filme și documentare.